# فرنسيس سي. بارلو
فرنسيس سي. بارلو هو ضابط ومحامي وسياسي أمريكي، ولد في 19 أكتوبر 1834 في بروكلين في الولايات المتحدة، وتوفي في 11 يناير 1896 في نيويورك في الولايات المتحدة بسبب التهاب الكلى. نشط حزبياً في الحزب الجمهوري. وقد انتخب النائب العام لنيويورك ‏ (1872 – 31 ديسمبر 1873).